# Милкич, Илия
Илия Милкич (сербохорв. Илија Милкић, Ilija Milkić; 1884—1968) — один из создателей Социал-демократической партии Сербии, деятель международного коммунистического движения.

## Биография
Родился 19 февраля 1884 года в селе Звездан, близ города Заечар, Королевство Сербия. После окончания начальной школы работал продавцом. Рано начал частвовать в рабочем движении, в 1901 стал одним из основателей Союза торговых работников в Белграде. Как официальный представитель этой организации участвовал в проходивших в 1903 году учредительных съездах  Сербской социал-демократической партии (ССДП) и Главного рабочего союза (ГРС), а затем был участником всех съездов ССДП и ГРС до начала Первой мировой войны. Был членом Контрольной комиссии ССДП.
Входил в руководство сербских профсоюзов, избирался членом муниципалитета Белграда (1910-1912). Представлял Сербию на Международном социалистическом конгрессе, проходившем в Копенгагене в августе 1910 года. Во время Первой мировой войны находился в эмиграции во Франции и Швейцарии, позднее приехал в Россию.
19 февраля 1919 года избран заместителем председателя ЦК Югославянской группы РКП(б). Председатель президиума Югославянского Совета рабочих и крестьянских депутатов (образован 20 марта 1919 года).
Участник I—III конгрессов Коммунистического Интернационала. Член Южнорусского бюро Коминтерна. После создания Социалистической рабочей партии Югославии/Коммунистической партии Югославии — её официальный представитель в Коминтерне. С 1920 года член ИККИ. 
В 1921 году переехал из Москвы в Вену. К 1924 году отошёл от политической деятельности и занялся коммерцией.
Умер 11 февраля 1968 года в Белграде. Похоронен на Новом кладбище на Аллее заслуженных  граждан.